# Lindernia ilicifolia
Lindernia ilicifolia é uma espécie botânica do gênero Lindernia pertencente à família Linderniaceae.